# Каракалпаци
Каракалпаци су туркијски народ, који претежно живи у Узбекистану, односно у аутономној републици Каракалпакија, у којој чини 32,1% становништва. У Каракалпакији живи и готово једнак број Узбека (32,8%) и Казаха (32,6%), а Казаси и Каракалпаци су међусобно веома сродни народи. Каракалпаци су већином исламске вероисповести, а говоре каракалпачким језиком, који спада у турску групу алтајске породице језика.
Укупно их има око 620.000, од тога у Узбекистану 468.000.

## Порекло
Реч Каракалпак произилази из руског писања имена, а реч значи "црни шешир". Каракалпакси заправо називају себе Каракалпакс, док их узбекци називају Коракалпогс.
Недавни археолошки докази показују да су се Каракалпакси могли формирати као конфедерација различитих племена у неко време крајем 15. или 16. вијека на некој локацији дуж Сир Дарја (река у средњој Азији) . Ово би објаснило зашто су њихов језик, обичаји и материјална култура толико слични онима из Казахстана.

## Језик
Каракалпак језик припада групи турских језика. 
Говор Каракалпак има два дијалекта: североисточни и југозападни.
 У писању Каракалпак користи поред латиничне абецеде и измењену форму ћирилице (стандард Совјетског Савеза). Пре Совјетског Савеза, Каракалпак се није употребљавао у писаној форми, али понекад је користио модификовану форму персо-арапске абецеде.
1. ↑  Сир Дарја